# Eduardo Moore Bravo
Eduardo Moore Bravo de Naveda (Paredones de Aunquinco, 23 de febrero de 1865 - Santiago, 6 de noviembre de 1941) fue un médico, urólogo, antropólogo y botánico chileno. Ocupó el cargo de director del Museo Nacional de Historia Natural entre los años 1910 y 1927.

## Biografía
Nació el 23 de febrero de 1865 en la localidad de Paredones (tierra de encanto y tradiciones), Provincia de Cardenal Caro, hijo del estadounidense Manuel (Lewis) Moore Danforth, natural de Boston y de la chilena Martina Bravo de Naveda y Olavarrieta. Sus estudios básicos los cursó en Quillota, en la Escuela Pública N° 2 de esa ciudad; posteriormente, en 1877 comenzó su educación secundaria en el Instituto Nacional de Santiago. Eduardo Moore comienza sus estudios de medicina en la Universidad de Chile, en 1882 y se tituló como médico cirujano en 1888, luego de haber servido en 1886, como médico en el lazareto de Llay Llay y ejerció como cirujano primero en la Guerra Civil de 1891, en el batallón «Chañaral» de las fuerzas revolucionarias. Estuvo presente en las batallas de Concón y Placilla. Posteriormente en 1892, Moore viajó a Europa, comisionado por la Universidad de Chile, para estudiar sifilografía, urología y dermatología, además de conocer los últimos adelantos médicos en las ciudades de Berlín, París, Londres y Viena. Regresó a Chile en 1894. 

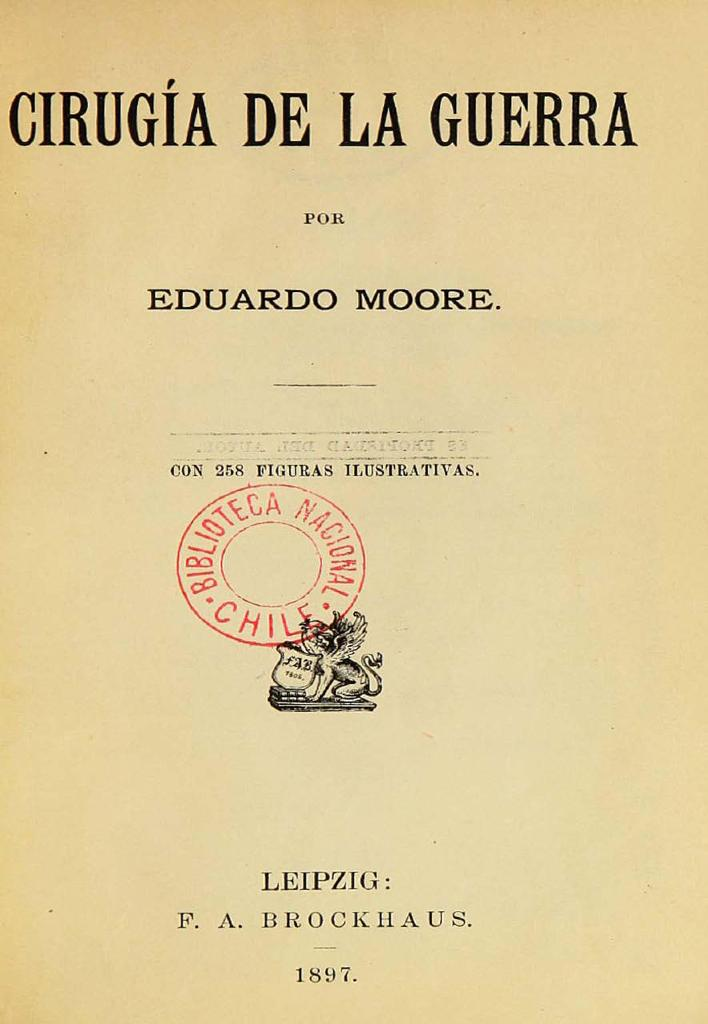
Portadilla de «Cirugía de la guerra», de Eduardo Moore Bravo

Paralelamente a sus estudios de Medicina, Moore desarrolló un amor a las ciencias, formándose en antropología, botánica y zoología. En 1897 comenzó a hacer clases de dermatología y sifilografía y en 1905 comenzó a enseñar sobre enfermedades en las vías urinarias como profesor titular. También impulsó la fundación de la Escuela de Enfermeras en abril de 1902, luego de ver en Inglaterra el importante rol que jugaban las enfermeras laicas y estudiar el sistema Nightingale. El entrenamiento de las enfermeras duraba tres años y se hacía en el hospital San Borja. Dentro de los requerimientos que debían cumplir las postulantes a enfermeras estaba el contar con una moral irreprochable. Esto ante los cuestionamientos del sector conservador de la ciudadanía, crítico de un trabajo que tradicionalmente era realizado por monjas. Posteriormente, la escuela (la más antigua escuela de enfermeras de Sudamérica) pasó a depender de la Facultad de Medicina de la Universidad de Chile en 1928.Ayudó al Estado Mayor del Ejército de Chile en la reorganización de la sanidad militar. Esta institución castrense le encargó la redacción del Manual del Servicio Sanitario del Ejército. Antes, mientras estaba en Europa, publicó en la ciudad de Leipzig, el libro Cirugía de la Guerra, un manual. Participó en la fundación de la Cruz Roja y fue miembro fundador y gobernador del distrito N.º 33 del Rotary Club de Santiago, cuya presidencia asume el 1 de julio de 1926. Moore impulsa un plan de expansión del Rotary Club en Chile, por lo que rápidamente fundó el Rotary Club de Antofagasta en mayo de 1927 y durante ese año fundó los clubes de Arica, Iquique, Copiapó, Coquimbo, La Serena, Ovalle, San Antonio, Curicó, Los Ángeles, Temuco, Valdivia y Osorno.
La principal avenida del pueblo de Paredones se llama Eduardo Moore Bravo en su honor. Aquí Eduardo Moore fundó una viña en 1910, la Viña Queralama, a partir de cepas que trajo desde Europa. Esta empresa vitivinícola perduró hasta 1982.

## Labor en el Museo Nacional de Historia Natural
El 7 de abril de 1910 es designado para asumir la dirección del Museo Nacional de Historia Natural, sucediendo en el cargo a Federico Philippi, quien había fallecido el 16 de enero de ese año. Una de las primeras medidas que Moore tomó fue la solicitud del traslado del Instituto Agrícola, que ocupaba el ala oeste del edificio del museo. Esta petición (que fue rechazada) se realizó debido a que, dado el volumen de las colecciones del museo, se hizo necesario contar con todo el espacio del que disponía el edificio. 
En el MNHN Moore creó tres secciones nuevas, la de Antropología, la de Botánica criptogámica y la de Aracnología e insectos dañinos. Asimismo, impulsó la creación de la Estación Zoológica Marina (la primera de su especie en todo el Pacífico suroriental, gracias a una cesión de terrenos por parte del poeta Vicente Huidobro, entrega oficializada mediante acta del 25 de diciembre de 1911) y el Museo Oceanográfico en San Antonio. Moore adquirió la biblioteca y las colecciones de la familia Philippi para el museo, y a su cargo estuvo la edición  del número 18 de los anales del MNHN, publicación que sería la última en años, puesto que éstas quedaron suprimidas por falta de fondos. La biblioteca del Museo aumentó sus existencias a 10 mil volúmenes. También se adquirió la colección entomológica Calvert.
Asimismo, Eduardo Moore gestionó con la administración de la Quinta Normal, una cesión de terreno destinado a la construcción de cinco viviendas para el personal científico de la institución, petición que fue finalmente denegada. Sin embargo, logró adquirir una casa en la calle Matucana, donde vivieron durante algún tiempo algunos jefes de sección y el mayordomo del museo. Moore solicitó la contratación del arqueólogo alemán Max Uhle y posteriormente del investigador chileno Tomás Guevara para liderar la Sección de Antropología, ambas no llevadas a cabo. También pidió, sin éxito, a las autoridades la instalación de luz eléctrica para el MNHN, siendo que en 1910 los edificios públicos ya contaban con este servicio. Solamente 50 años después esta demanda sería satisfecha. En tanto, el Jardín Botánico del museo, creado en 1876 por Rodolfo Amando Philippi, fue traspasado al Ministerio de Obras Públicas, lo que significó una pérdida significativa para el MNHN, a pesar de los reclamos de Moore. Con todo, los primeros años de Eduardo Moore al frente del museo fueron de crecimiento, como lo atestiguan los más de 60 mil ejemplares de insectos chilenos y cinco mil insectos extranjeros de la colección de entomología. El herbario del MNHN, a su vez, sumaba 10 mil especies herborizadas. En 1915 se logró la contratación de un Jefe de la Sección de Antropología del museo, Leotardo Matus, quien inventarió las existencias de la sección, contabilizando 4.837 objetos. Con esto, las culturas de los pueblos originarios figuraban oficialmente en el Museo Nacional de Historia Natural de Chile. 
Por otro lado, en 1922, Moore instituyó la Escuela de Altos Estudios, instancia destinada a entregar una enseñanza adecuada de las Ciencias Naturales. Esta escuela estaba a cargo de los propios científicos e investigadores del museo y a pesar de que no tuvo una vida larga, por él pasaron naturalistas y científicos que luego destacaron en sus quehaceres. En esta escuela el propio Moore también fue docente, llevando adelante las cátedras de Fisiología, Principios Médicos y Ciencia Sexual. 
No obstante, los años posteriores fueron de declive para el museo. La mala situación económica de la institución obligó a aplicar restricciones, como una rebaja de los salarios de los jefes de las secciones de Botánica criptogámica y Paleontología. Estos funcionarios debieron ser degradados de categoría, a simples ayudantes, para reducir los gastos. También desapareció el cargo de Conservador de la Estación Zoológica Marina, la que tampoco pudo ser construida. En tanto, el Boletín del MNHN dejó de publicarse, siendo el correspondiente a 1918 el último en ser editado durante una década. Según cuenta Grete Mostny, Eduardo Moore «se había cansado de la indiferencia e incomprensión de las autoridades públicas frente a los problemas culturales y especialmente de su actitud francamente negativa en lo relativo a los museos». Los años siguientes el debilitamiento del museo se mantuvo, con la eliminación de cargos. Los malos tiempos del MNHN se coronaron el 14 de abril de 1927, cuando un terremoto dañó gravemente el edificio. Durante un año el museo cerró sus puertas al público y todas las actividades se paralizaron. Por su parte, Eduardo Moore ya se había alejado de la dirección del MNHN tras renunciar a su cargo, que en abril de 1928 fue asumido por Ricardo Latcham.